# Latowicz
Latowicz é um município no centro da Polônia. Pertence à voivodia da Mazóvia, no condado de Mińsk, no rio Świder. É a sede da comuna urbano-rural de Latowicz.
Estende-se por uma área de 25,73 km², com 1 380 habitantes, segundo o censo de 31 de dezembro de 2022, com uma densidade populacional de 53,6 hab./km².
Historicamente, Latowicz está localizado no sudeste da Mazóvia, na antiga Terra de Czersk. Nos anos de 1423–1870, Latowicz tinha os direitos de cidade. A cidade real da Coroa do Reino da Polônia. Na segunda metade do século XVI, estava localizado no condado de Garwolin da Terra de Czersk, na voivodia da Mazóvia.
Rebaixado à categoria de vila em 31 de maio de 1870, criou uma comuna rural de assentamento único de Latowicz. A sede da comuna de Wielgolas também estava localizada em Latowicz. Nos anos 1954–1972 estava na gromada de Latowicz, e a partir de 1973 na contemporânea comuna de Latowicz. Nos anos 1975–1998, a cidade pertenceu administrativamente à voivodia de Siedlce. Recuperou o estatuto de cidade em 1 de janeiro de 2023.
| SIMC    | Nome      | Tipo            |
| ------- | --------- | --------------- |
| 0677642 | Góra      | aldeia          |
| 0677659 | Kulaśnica | aldeia          |
| 0677665 | Piaski    | parte da cidade |
| 0677671 | Rozstanki | aldeia          |
| 0677688 | Wymyśle   | parte da cidade |

## História

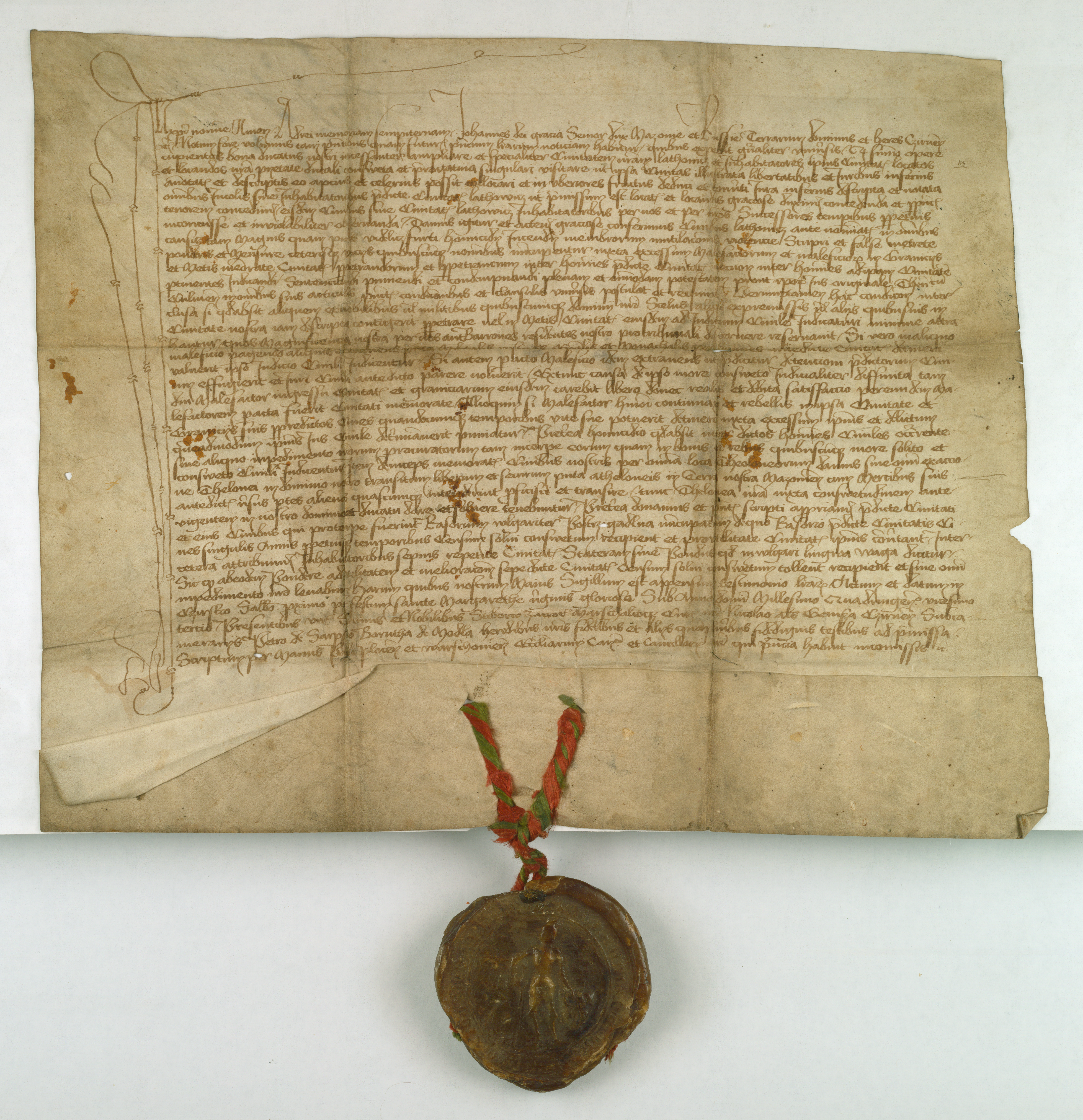
Janusz I, o Velho, o Duque da Mazóvia, concede à cidade de Latowicz poderes judiciais, os direitos de Chełmno, isenção de deveres, bem como uma sala de tosquia e pesos (1423, documento mantido no Arquivo Central de Registros Históricos)

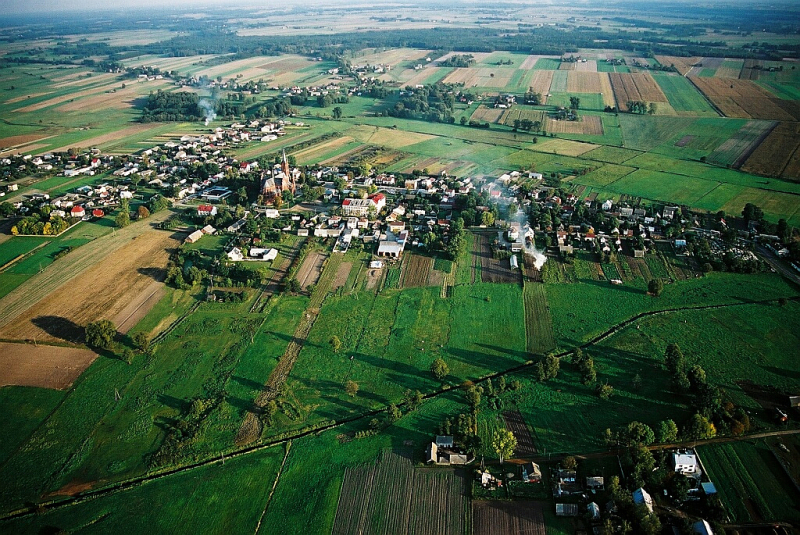
Latowicz, vista geral da cidade

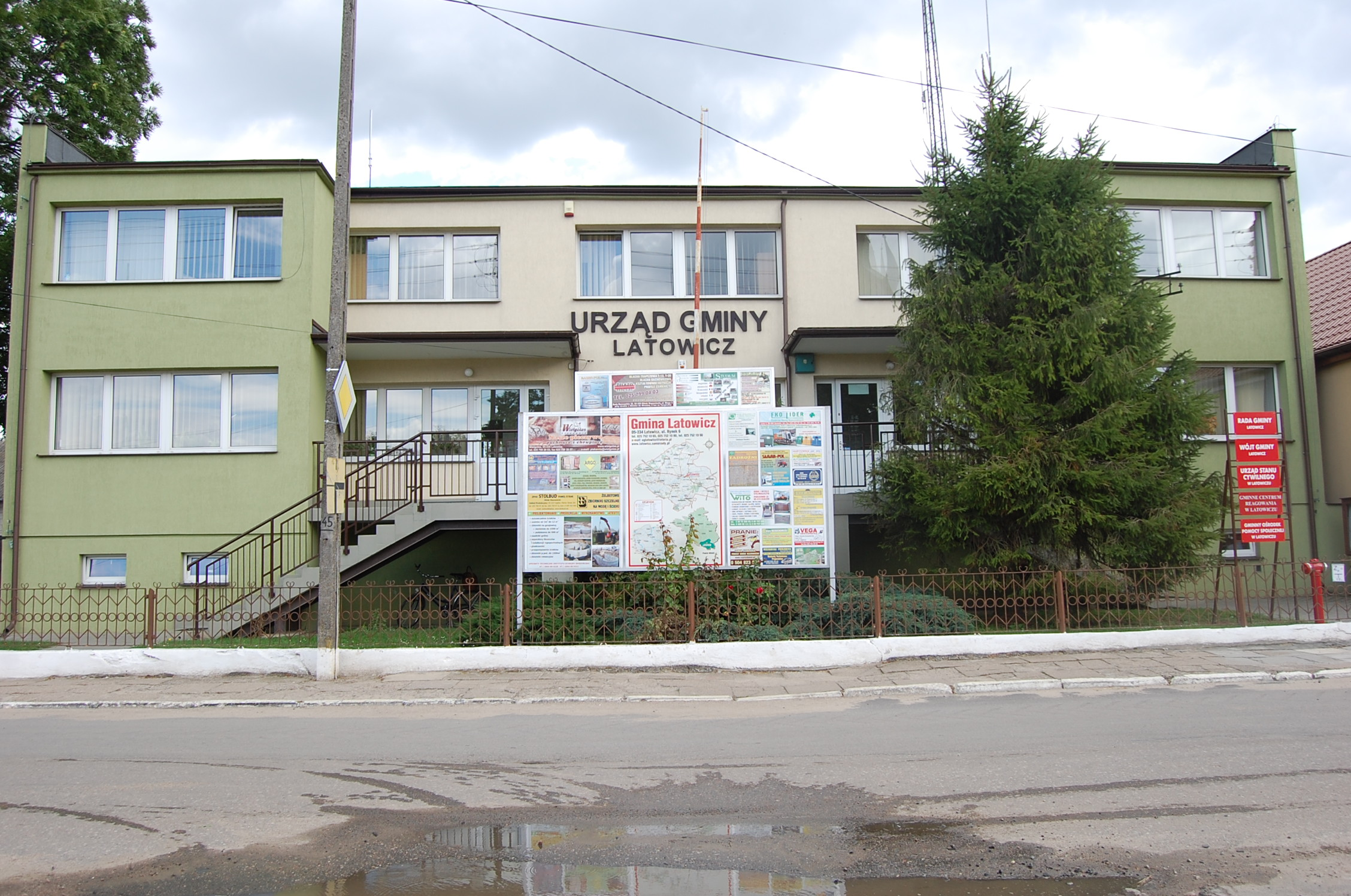
Prefeitura em Latowicz

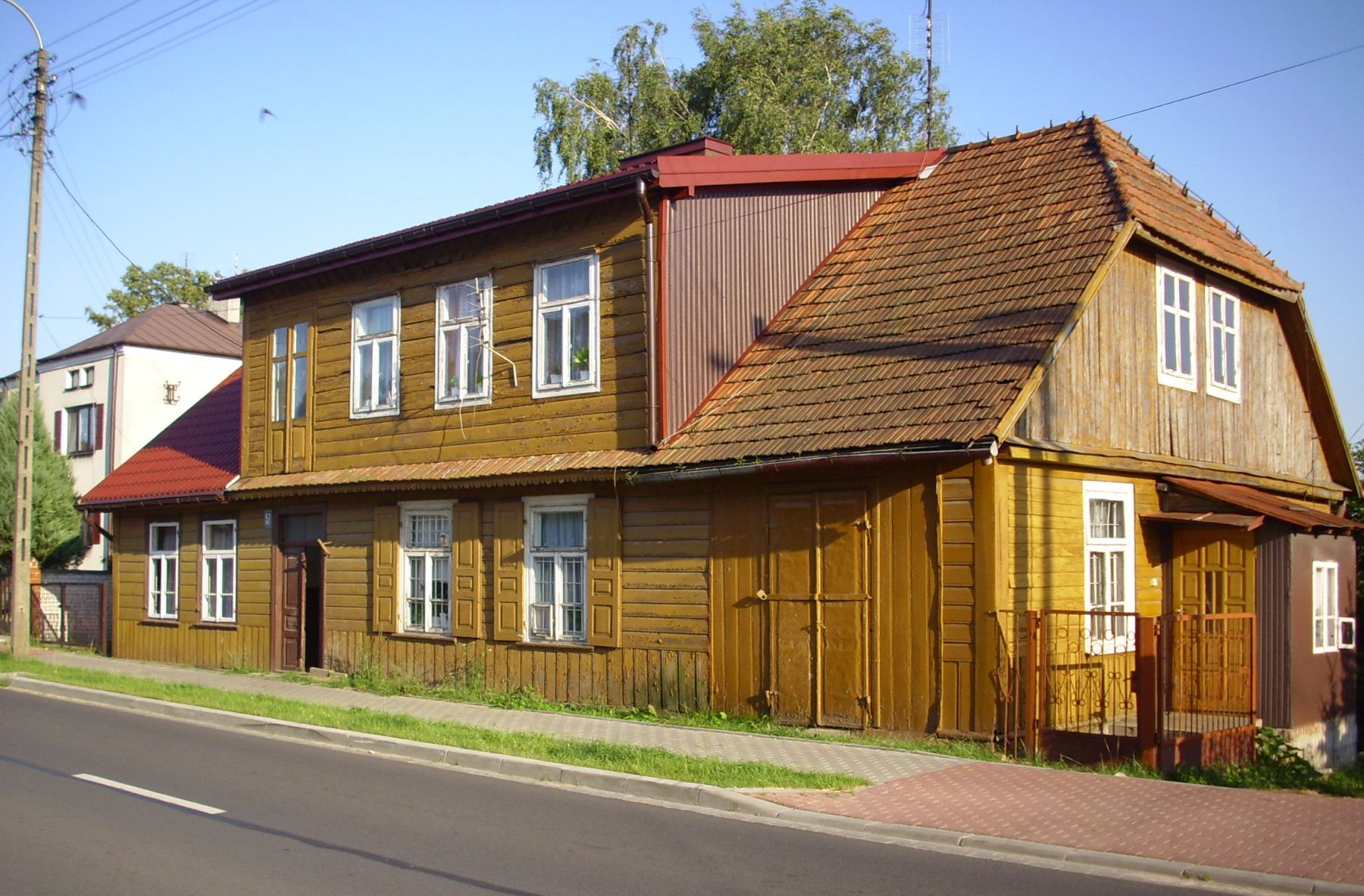
Casa característica na rua św. Ducha

Os primeiros registros de Latowicz aparecem em 1238 como uma aldeia pertencente à família Pwała. Em 1300, pertencia aos duques da Mazóvia − Siemowit II e Trojden. No século XI, uma paróquia foi fundada aqui e a primeira igreja de madeira de São Lourenço.
Em 4 de outubro de 1420, Latowicz recebeu os direitos da cidade de Chełmno e, em 17 de julho de 1423, eles foram confirmados pelo duque da Mazóvia, Janusz I, o Velho. Latowicz recebeu um banco, o gabinete do prefeito, um tribunal municipal, uma espaçosa praça de mercado de 260 × 180 m foi demarcada, foram construídos uma prefeitura, uma casa de pesagem, um salão de tosquia, um banheiro municipal, e criados mercados semanais às quintas-feiras e quatro feiras anuais. Os habitantes da cidade foram isentos de taxas alfandegárias e dotados de terras − 64½ włókas, ou seja, 1155 hectares. Eles também receberam florestas.
Latowicz recebeu o brasão: Cordeiro de Deus com bandeira branca − símbolo do Cristo Ressuscitado. Com a fundação da cidade, em 1400, a duquesa da Mazóvia, Anna Konrad, construiu uma nova e enorme igreja. O sucessor do duque Janusz, Bolesław IV, confirmou em 1434 o privilégio de fundação e os privilégios de cidade.
Após a incorporação da Mazóvia à Coroa do Reino da Polônia em 1526, a cidade foi entregue à Rainha Bona, que construiu um novo solar fortificado de madeira no local da antiga residência do duque. Latowicz o teve nos anos de 1548–1556. Após a morte de Bona, pertenceu a sua filha e esposa de Estêvão Báthory − Ana Jagelão, e mais tarde a Konstancja − esposa de Sigismundo III Vasa.
A cidade estava se desenvolvendo. Em 1565, tinha 265 casas de alvenaria, ruas de paralelepípedos, 1 500 habitantes e 102 artesãos organizados em três guildas: peleiro, sapateiro e alfaiate. A lagoa que cercava a cidade era a maior da Mazóvia, dois moinhos foram construídos no dique.
No século XVII, além da igreja paroquial, havia outros três templos em Latowicz: do Espírito Santo, de São Lourenço e a igreja do hospital do Espírito Santo. Em 1613, a igreja paroquial foi incendiada e uma nova, feita de toras de pinho, foi construída pelo padre Stanislaw Falecki.
O desenvolvimento da cidade foi favorecido pelos seguintes privilégios: da duquesa Anna da Mazóvia de 1508, 1509 e 1532, do duque Konrad de 3/4 de junho de 1502 e depois pelos reis: Sigismundo I, o Velho − 1540, Estêvão Báthory − 1579, Sigismundo III Vasa − 1596 e 1599, Ladislau IV Vasa − 1633, João II Casimiro Vasa − 1649, Miguel I − 1670, João III Sobieski − 1678, Augusto II − 1725, Augusto III − 1744 e Estanislau II Augusto − 1774. No total, a cidade recebeu 18 privilégios, ao abrigo dos quais foi dotada de liberdades especiais e numerosas feiras, podendo desenvolver-se rapidamente. No século XVII existiam: uma balança, um salão de tosquia, um balneário municipal e uma fundição de cera.
Latowicz foi devastada pelas guerras do século XVII e principalmente pelo dilúvio sueco. Em 1660, 18 casas, 100 habitantes e 8 artesãos sobreviveram na cidade. Os mercados semanais entraram em colapso. A terra estava inculta − de 64 ½ włókas, apenas 18 foram cultivadas. A igreja e os prédios públicos foram destruídos.
No século XVIII, Latowicz pertencia à família Czartoryski: nos anos 1733–1771 ao príncipe August Aleksander, e depois nos anos 1771–1790 a seu filho Adam Kazimierz. August Aleksander Czartoryski fundou uma nova igreja nos anos 1733–1737, a de São Valentim. Foi demolida em 1918. No século XVIII foram constituídas irmandades de igrejas, que realizavam atividades beneficentes, ascéticas e caritativas.
A cidade se desenvolveu lentamente. Em 1777, tinha 166 casas e cerca de 1 000 habitantes. Um estandarte da Cavalaria Nacional estava estacionado em Latowicz. Como resultado da terceira partição da Polônia em 24 de outubro de 1795, Latowicz se viu sob o domínio austríaco. A economia predatória do invasor levou à devastação. Os austríacos derrubaram as florestas entre Latowicz e Oleksianka. Os próprios habitantes tiveram que reflorestar ou relvar as dunas expostas.
Em 1809, Latowicz encontrou-se nas fronteiras do Ducado de Varsóvia. Em 1812, o exército de Napoleão marchou pela cidade. Durante o Levante de Novembro, em 14 de fevereiro de 1831, a Batalha de Stoczek ocorreu na área e, de 6 a 9 de abril de 1831, o exército polonês mudou-se para a área de Latowicz. O próprio comandante-em-chefe, general Jan Skrzynecki, chegou. Duas divisões e seis esquadrões estavam estacionados aqui. Em 9 de abril, o quartel-general das forças insurgentes estava localizado em Wielgolese, e o presidente do governo polonês, o príncipe Adam Czartoryski, estava estacionado. Os habitantes da região auxiliaram o exército polonês e se juntaram a ele. Em 9 de abril, eles marcharam de Latowicz com suas divisões: Wojciech Chrzanowski − para Łukówiec e Ignacy Prądzyński − para Wodyń, rumo a Iganie, onde em 10 de abril de 1831 uma batalha vitoriosa foi travada.
Nos anos 1831–1832, a 23.ª Unidade de Artilharia e a Unidade da Guarda Nacional, a chamada móvel (20.º Regimento de Infantaria). Durante a Revolta de Janeiro, unidades do padre Stanisław Brzóski, Marcin Borelowski de Siennica e o segundo-tenente Paweł Ługowski de Latowicz. Os insurgentes travaram batalhas e escaramuças com os russos: em Wielgolas (23 de fevereiro de 1863), em Kamionka (11 de março de 1863), em Łukówiec (15 de março de 1863), em Kuflew (4 de abril de 1863), em Waliski (18 de outubro de 1863). O segundo-tenente Paweł Ługowski comandava uma unidade de 30 homens de Latowicz, bem armada com armas brancas e armas de fogo, e era o único oficial que cooperava com o padre Brzóska. O pároco de Latowice, padre Antonio Stepowski.
Em 1 de junho de 1869, o czar Alexandre II revogou os direitos da cidade do assentamento pela participação dos cidadãos de Latowicz no levante. A decadência econômica e as ações dos prefeitos em detrimento da cidade também contribuíram para isso. Em 1888, um novo cemitério foi inaugurado.
Em 7 e 13 de novembro de 1905, protestos em massa ocorreram em Latowicz − os habitantes exigiram uma escola polonesa. Nos anos de 1899 a 1911, uma igreja neogótica de tijolos foi construída segundo o projeto do arquiteto Józef Pius Dziekoński e, graças aos esforços do padre Piotr Godlewski e padre Józef Rauba. A igreja de São Valentim tem 66 m de altura e pode acomodar 6 000 pessoas. O altar-mor foi feito em 1922 graças aos esforços do padre Stefan Bakalarczyk. Os altares laterais provêm da igreja anterior.
O Corpo de Bombeiros Voluntários em Latowicz foi fundado em 10 de janeiro de 1909. Sob a cobertura de atividades de combate a incêndios, a Organização Militar polonesa operou. O comandante da unidade de 20 pessoas era Kazimierz Mroziński. Os bombeiros passaram por treinamento e aperfeiçoaram o preparo físico, esperando as condições favoráveis para participar da luta contra o invasor. Em novembro de 1918, desarmaram a estação da gendarmaria alemã, encerrando assim a Primeira Guerra Mundial na região. Após o desarmamento sem sangue de 35 gendarmes, eles foram para Seroczyn, onde também desarmaram os alemães, e depois para Stoczek, onde ocorreu uma batalha. Ignacy Braulinski de Chyżyny morreu lá. Cerca de 40 habitantes de Latowicz participaram da guerra polaco-bolchevique, que se voluntariaram para o exército polonês.
No período entre guerras, um prédio de escola primária de tijolos foi construído em Latowicz (1936–1937) e uma leiteria (1935–1936). Graças aos esforços do vigário, padre Walenty Szufladowicz, a eletricidade foi instalada (1929–1932), olarias foram construídas em Piaski e Kuśnica e uma Cooperativa de Alimentos — mais tarde Cooperativa Comunitária “Autoajuda dos Camponeses” — foi fundada. Muitas organizações sociais estiveram ativas: Associação da Juventude Católica, Ação Católica, Caritas, coroinhas, coral, Bombeiros Voluntários com orquestra, Biel, cooperativa leiteira, círculo agrícola, grupos de escoteiros. A atividade bibliotecária foi liderada por Antoni Kuźniarski, que fundou a Biblioteca Pública local por volta de 1891.
No período entre guerras, os edifícios de Latowicz eram de madeira e bastante compactos. A região era tipicamente agrícola e Latowicz, reunindo numerosos artesãos (sapateiros, moleiros, açougueiros, ferreiros, carpinteiros, serralheiros) e lojas, desempenhavam funções de serviço. Na estrutura ocupacional dos habitantes de Latowicz, 70% eram agricultores, 20% − artesãos, 10% − operários (trabalhadores contratados). Em Latowicz havia 2 pousadas-restaurantes, 5 padarias, 7 lojas, 6 moinhos de vento, 2 moinhos elétricos. Os grandes mercados e feiras eram famosos em toda a área. Latowicz somava 2 500 habitantes. Quase 50 famílias judias viviam em Latowicz. Os judeus constituíam quase 15% da população da cidade. Em 1932, o sapateiro local, Jan Czerwiński, pseudônimo, “João Gordo” iniciou a criação da ala esquerda do Partido Popular e “Wici-Świt” na aldeia e, em setembro de 1932, organizou uma greve camponesa.
Durante a Segunda Guerra Mundial, o primeiro bombardeio em Latowicz ocorreu em 8 de setembro de 1939. Os alemães lançaram bombas na igreja. Nos dias seguintes, houve mais bombardeios e bombardeios de civis de aviões. Parte de Latowicz pegou fogo. Os alemães entraram em Latowicz em 17 de setembro. Em 14 de fevereiro de 1941, os alemães, tendo uma lista de nomes, prenderam nove residentes de Latowicz, incluindo sete ex-prisioneiros de guerra. Eles foram transportados para Pawiak e Auschwitz, onde oito deles foram assassinados. Eram eles: Władysław Czerniawski, Piotr Dzięcioł, Feliks Dziubacki, Stanisław Dziubacki, Jan Kaczorek, Kazimierz Mroziński, Ludwik Nakonieczny e Bolesław Wzorek.
Durante a ocupação nazista, em novembro de 1941, os alemães estabeleceram um gueto para residentes judeus. Cerca de 700 judeus ficaram lá. Em 14 de outubro de 1942, eles foram transportados para o campo de extermínio de Treblinka II e ali assassinados.
O Exército da Pátria realizou ações contra o ocupante, bem como contra assaltantes e colaboradores. As ações mais importantes realizadas pelo Exército Nacional de Ośrodek III Latowicz foram: a destruição da destilaria em Kuflewo, a destruição do escritório de empregos em Mińsk Mazowiecki, o descarrilamento de trens em Zabieżki e Mrozy, a assassinato do prefeito da comuna de Wielgolas e o oficial da Gestapo, Schmidt em Mińsk Mazowiecki. A maior tragédia da região foi “Wielka Wsypa”. Em 12 de fevereiro de 1944, os alemães detiveram uma ligação do Exército da Pátria, Janek Paruzel, em Budy Wielgoleski. Apesar de ter sido torturado, o menino não denunciou ninguém, mas os alemães encontraram um cartão de bicicleta emitido para Zygmunt Żółtek. No dia seguinte, prenderam Zygmunt Żółtek, que, querendo se salvar, delatou nomes. Após três dias, os alemães prenderam mais de 100 pessoas do condado de Mińsk. Eram soldados do Exército da Pátria e pessoas não ligadas ao movimento de resistência. Eles os prenderam e torturaram no prédio da escola em Latowicz. Na noite de 19/20 de fevereiro de 1944, soldados do Exército da Pátria sob o comando do tenente Władysław Klimaszewski realizaram uma operação para libertar os prisioneiros, que terminou em fracasso. Em 20 de fevereiro de 1944, os alemães transportaram prisioneiros de Latowicz para campos de extermínio, onde 82 morreram. Nos dias 24 e 25 de fevereiro de 1944, ocorreu uma retaliação dos alemães, que assassinaram os habitantes de Iwowe: Kosut Bronisław, Kosut Jan, Kosut Władysław, Ositek Kazimierz, Pazura Jan, Zaborowski Henryk. Em 27/28 de julho de 1944, Latowicz foi ocupada pelo Exército Vermelho. Os alemães planejaram uma defesa pontual, entrincheirada, colocaram um atirador na torre da igreja. Quando os soviéticos flanquearam, eles recuaram. Enquanto fugiam, eles minaram a igreja, explodiram duas pontes no rio Świder, roubaram cavalos, carroças e grãos. A frente passou rapidamente, na manhã do dia 28 de julho os soviéticos já estavam na região.
Depois da guerra, Latowicz foi reconstruída: uma clínica veterinária, um edifício comunitário, uma base Cooperativa Comunitária, um centro de saúde, uma padaria Cooperativa Comunitária, um banco cooperativo, uma estação de correios, uma captação de leite, um pavilhão na praça do mercado, a segunda ala da escola, Nowe Osiedle em Latowicz, Centro de Maquinário do Estado, Círculo Agrícola, uma filial da fábrica de máquinas “Ursus”.
Em 22 de junho de 1945, um sapateiro e ativista comunista, Jan Czerwiński, pseudônimo “João Gordo”, em 13 de abril de 1946, Władysław Bakuła, o comandante do comissariado da Milícia dos Cidadãos em Latowice, foi morto a tiros. O crescente conflito entre os comunistas e a Igreja se refletiu em Latowicz na forma de incidentes em 1951 e 1971. Apesar da perseguição, 95% dos habitantes da região participaram da vida religiosa, o Novo Cemitério foi ampliado pelo chamado “Przypust”.
Depois de 1989, ocorreram processos sociais negativos eco-demográficos: despovoamento, envelhecimento da população, emigração de jovens e educados. O processo de privatização levou ao colapso e à ruína da leiteria em Latowicz, ao colapso dos pontos locais de coleta de leite, ao centro de máquinas agrícolas e ao círculo agrícola, à filial “Ursus”, ao lento declínio da rede de lojas GS.
Nos anos 1989–2010, o governo local realizou muitos investimentos bem-sucedidos, tais como: construção de um sistema de abastecimento de água e esgoto, uma estação de tratamento de esgoto, um aterro sanitário comunitário e fornecimento de gás para grande parte do município. Também foi realizada uma conexão telefônica e uma rede de telefonia móvel foi criada, as escolas em Latowicz foram ampliadas e modernizadas e a rede rodoviária da comuna foi pavimentada (estradas entre quase todas as cidades da comuna de Latowicz foram pavimentadas). Houve um desenvolvimento da iniciativa privada, serviços, uma rede de lojas privadas e uma rede de transportes − a empresa “Rapit” garantiu o desenvolvimento do transporte.
Em 2022, uma iniciativa para recuperar os direitos da cidade nasceu em Latowicz. Portanto, de 15 de janeiro a 25 de fevereiro de 2022, foram realizadas consultas públicas sobre o assunto na comuna. Das consultas on-line participaram 10 pessoas, das quais 9 (90%) foram a favor e 1 (10%) contra. Havia 4 164 pessoas com direito a voto na comuna. Participaram 362 pessoas na votação, das quais 5 votos foram nulos (afluência 7,31%). Duzentos e oitenta e três votos foram expressos a favor da concessão de Latowicz ao estatuto de cidade (79,27% dos votos válidos), 53 votos foram contra (14,85%) e 21 pessoas se abstiveram (5,88%). Em Latowicz, 1 069 pessoas tiveram direito a voto, das quais 200 habitantes participaram das consultas (participação de 16,21%). Dos 195 votos válidos, 158 foram a favor (81,03%), 31 contra (15,9%) e 6 abstiveram-se (3,07%). Na 34.ª sessão do Conselho Comunal em março de 2022, foi adotada uma resolução para solicitar o estatuto de cidade para a cidade de Latowicz. Em 1 de janeiro de 2023, o estatuto de cidade foi restaurado.

## Monumentos históricos

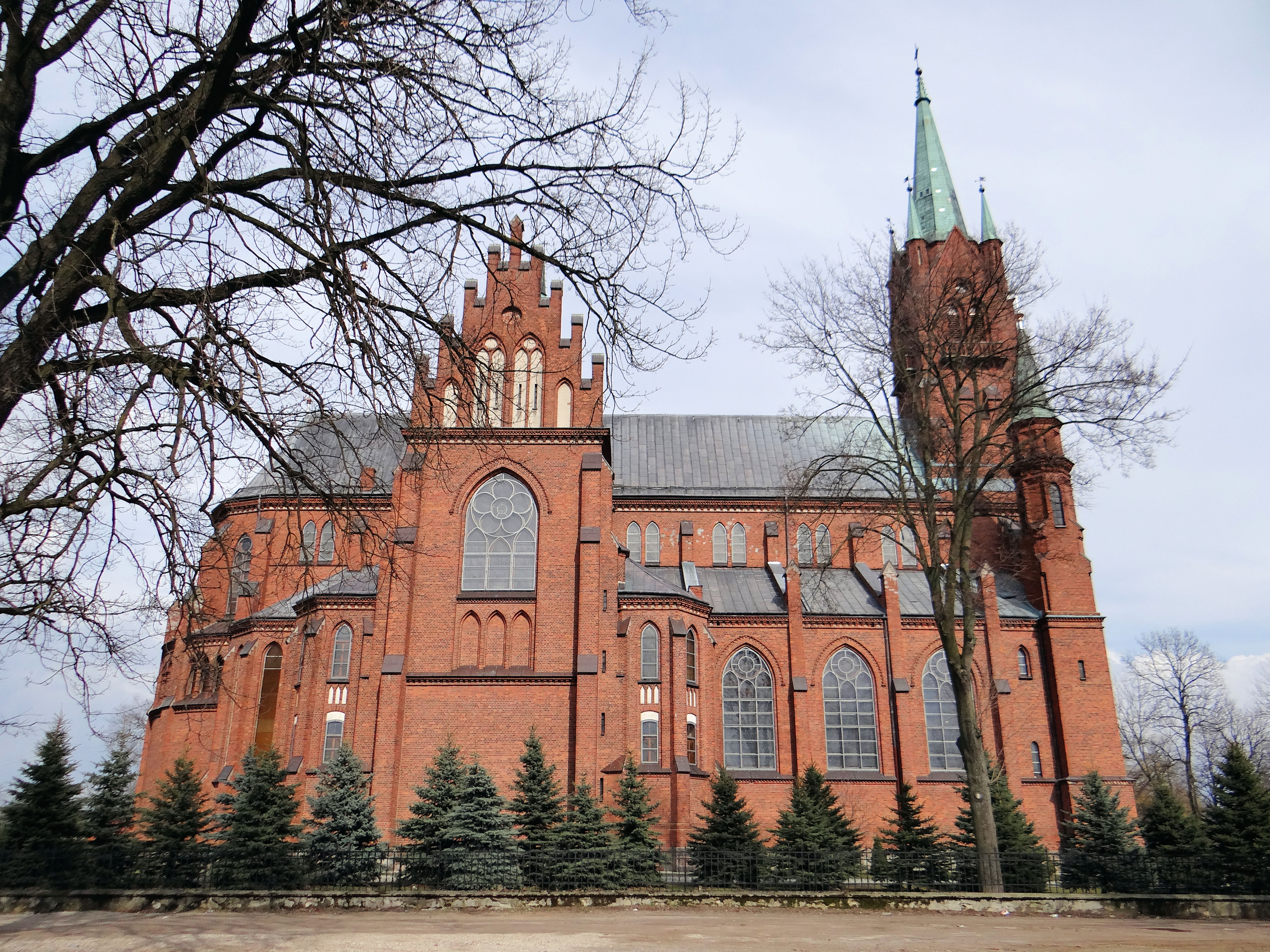
Igreja neogótica em Latowicz

- Igreja neogótica de São Valentim − erguida segundo projeto do arquiteto Józef Pius Dziekoński; construída nos anos 1899–1911 graças aos esforços do padre Piotr Godlewski e padre Józef Rauba, rodeada por um muro do início do século XX.
- Antigo cemitério − fundado na virada dos séculos XVII e XVIII, o portão e o muro de pedra foram feitos em 1866. Os túmulos mais antigos de: S. Wierzbicki, Krzewiński, Kacper Osiński, Aleksandra Arens, Aleksander Pluciński, Maryjka Hornowska e Franusia vêm da segunda metade do século XIX. Infelizmente, muitas dessas sepulturas históricas foram destruídas no início do século XXI, restando apenas fotografias. No antigo cemitério encontra-se a sepultura do Soldado Desconhecido de 1918, na qual repousam as cinzas de 3 soldados poloneses, 2 soldados alemães e um judeu que morreu durante a Primeira Guerra Mundial e a guerra polaco-bolchevique.
- Novo cemitério — fundado em 1888, em 1950, ampliado por Przypust. As sepulturas mais antigas do final do século XIX: Wawrzyniec Obłoza, Władysław Pieśko, Petronela Słomczyńska, Wołkowiecki, Walewski, bem como pessoas de mérito para a região: Franciszek Ostrowski − o último prefeito de Latowicz, padre Godlewski, padre W. Szufladowicz, Antoni Kuźniarski, padre Dziugła. O Túmulo do Soldado Desconhecido de 1939, onde estão enterrados 14 soldados que morreram durante a Campanha de Setembro, e no canto do cemitério está um túmulo de refugiados que morreram em 1939 durante os bombardeios. A sepultura do Soldado Desconhecido foi inicialmente localizada na praça do mercado ao lado da igreja, mas durante a ocupação os alemães não gostaram que sempre houvesse flores frescas nela e mandaram que fosse transferida para a esquina do cemitério. No cemitério existe uma placa de pedra com a inscrição: “Ao Filho do Maior Mártir, Padre Confessor, 1909 — O PIE DEFUNCTIS MISERIS SUCCURE VIATOR” — esta é a sepultura de Leonard Stanisław Bojanek-Żukowski, assassinado pelos russos.
- Duas capelas — tijolo, coluna, dois andares de meados do século XIX, localizadas na praça do mercado.